# مصطفى كامل عيسى
مصطفى كامل عيسى فرغلي هو سياسي مصري منتمي لجماعة الإخوان المسلمين وشغل منصب محافظ المنيا سابقًا حين عينه الرئيس محمد مرسي في ذلك المنصب سنة 2012م. وهو أستاذ أمراض النساء والتوليد بكلية الطب بجامعة المنيا، ويرأس مجالس علمية وبحثية وجمعيات خيرية عدة. وبعد الانقلاب العسكري في 3 يوليو 2013 وفي أعقاب فض اعتصامي رابعو النهضة في أغسطس 2013، ألقت قوات الأمن القبض عليه بتهمة التحريض على العنف وتكدير الأمن العام ومحاولة قلب نظام الحكم. إلا أن محكمة جنايات المنيا أصدرت قرارًا بالإفراج عنه في نوفمبر 2013.

## المؤهلات العلمية
حاصل على: 

- بكالوريوس الطب والجراحة، وماجستير النساء والتوليد، من كلية الطب جامعة القاهرة،
- ماجستير آخر ودكتوراه في النساء والتوليد من جامعة برمنجهام في إنجلترا
- دبلوم أمراض النساء والتوليد من الكلية الملكية بدبلن في أيرلندا،
- عضوية الكلية الملكية البريطانية لأمراض النساء والتوليد «لندن».

وعمل «فرغلى» نائباً لمدير مستشفى المنيا الجامعى، ومدير مركز أبحاث وعلاج العقم، ورئيساً لقسم النساء والتوليد. وحصل على لقب الطبيب المثالى لجامعة المنيا 2007، وأنشأ مركز أبحاث وعلاج العقم في جامعة المنيا 2002. وله 100 بحث منشور ومقروء في الدوريات والمؤتمرات المحلية والدولية.

## محافظا للمنيا
مدينة جديدة وطرق لليبيا والطاقة الحيوية والسياحة النهرية ومتحف إخناتون والمصانع الجديدة والقضاء على أزمات البوتاجاز على يوتيوب